# Itapeva (São Paulo)
Itapeva is een gemeente in de Braziliaanse deelstaat São Paulo. De gemeente telt 93.950 inwoners (schatting 2009).
De plaats is zetel van het rooms-katholieke bisdom Itapeva.

## Aangrenzende gemeenten
De gemeente grenst aan Buri, Capão Bonito, Guapiara, Itaberá, Itaí, Itararé, Nova Campina, Paranapanema, Ribeirão Branco en Taquarivaí.